# Kelly Portalatino
Kelly Roxana Portalatino Ávalos (Chimbote, 9 de noviembre de 1984) es una médica cirujana y política peruana. Ejerce como congresista de la república para el periodo 2021-2026. Fue la última ministra de Salud del Perú durante el gobierno de Pedro Castillo, desde octubre hasta la caída de Castillo durante su intento de golpe de Estado, en diciembre de 2022.

## Biografía
Kelly Roxana nació el 9 de noviembre de 1984 en el distrito peruano de Chimbote, Áncash.
Cuenta con educación básica regular y es bachiller en Medicina Humana, por la Universidad San Pedro en 2010.

### Trayectoria
Fue directora ejecutiva de la Red de Salud Pacífico Sur, en 2014 y médica cirujana en la Unidad Ejecutora n.º 409 de la Red de Pacífico Norte desde el año 2016.

## Vida política
Se afilió al partido político Perú Libre en 2016.
Se desempeñó como secretaria del partido político Perú Libre en el departamento de Áncash.
Fue candidata en las elecciones parlamentarias extraordinarias de 2020, por Perú Libre, pero no tuvo éxito.

### Congresista
En las elecciones generales de 2021, fue elegida congresista de la república por Perú Libre, con 8286 votos, para el periodo parlamentario 2021-2026.
El 13 de enero de 2023, presentó una demanda constitucional contra el gabinete del presidente del Consejo de Ministros, Alberto Otárola, por presuntos delitos en el marco de las protestas en Puno. En mayo del mismo año, Portalatino y 116 legisladores fueron sancionados con descuentos, por no asistir a las sesiones del Pleno del Parlamento.

### Ministra de Estado

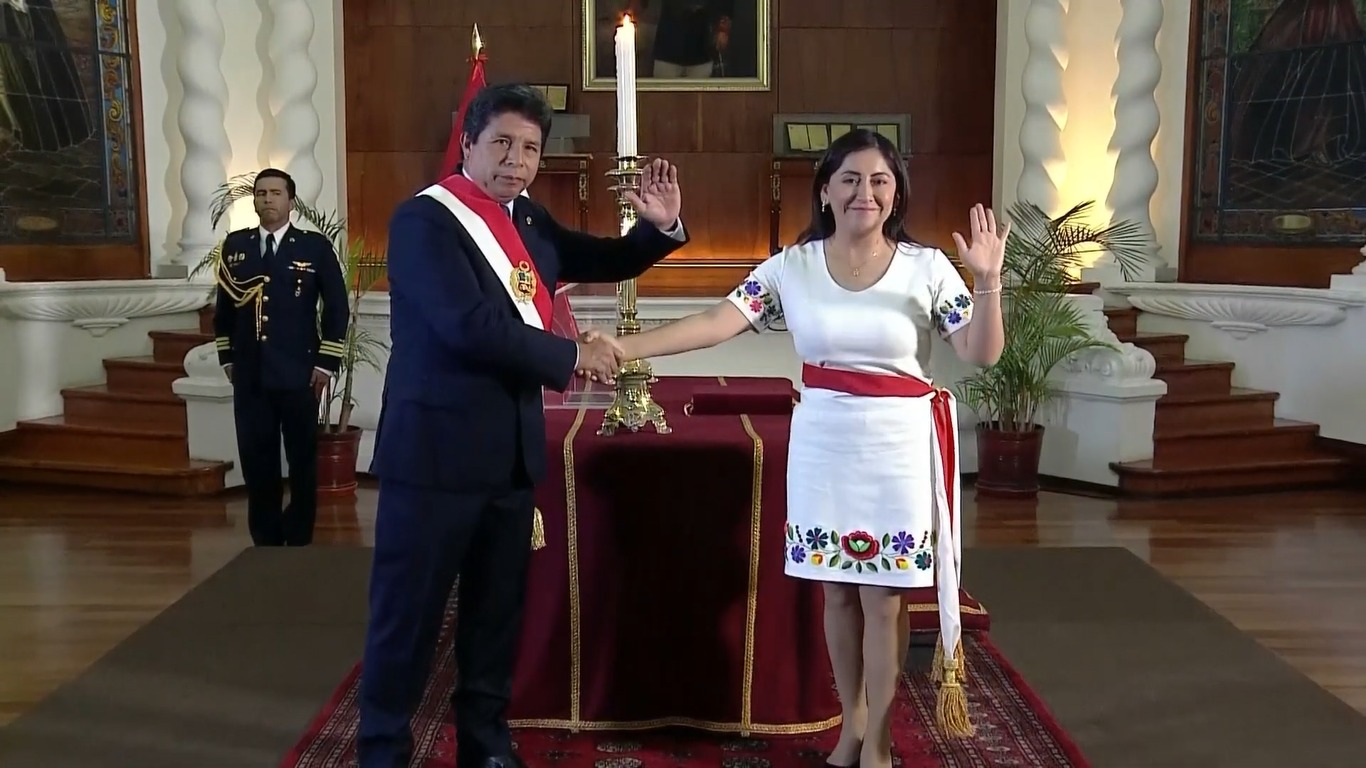
Portalatino jurando como ministra.

El 27 de octubre de 2022, fue nombrada y posesionada por el presidente Pedro Castillo como ministra de Salud del Perú;  reemplazando a Jorge López Peña, investigado por presunto enriquecimiento ilícito.
Según opositores, la juramentación de la ministra se trata de una maniobra política por parte del presidente Castillo, quien busca contar con el apoyo de Perú Libre en el Congreso.
El 7 de diciembre del mismo año, tras el intento de autogolpe de Estado de Pedro Castillo, presentó su renuncia al cargo.